# أنجوس كلاود
أنجوس كلاود (بالإنجليزية: Angus Cloud)‏ (10 يوليو 1998 – 31 يوليو 2023)، هو ممثل أمريكي، اشتهر بدور فيزكو في مسلسل «نشوة». كما كان له أدوار صغيرة في بعض الأفلام المستقلة مثل: «شمال هوليوود» (2021) و«الخط» (2023)، وظهر في مقاطع فيديو موسيقية لنواه سايرس وجوس ورلد وبيكي جي وكارول جي.

## وفاته
تُوفي يوم الاثنين 31 يوليو 2023 في منزل عائلته في أوكلاند بولاية كاليفورنيا عن عمر ناهز الخامسة والعشرين. استدعيت إدارة إطفاء أوكلاند لحالات الطوارئ الطبية وأعلنت أن كلاود كان ميتًا عند وصولها. وأنه كان في حالة حزنٍ على وفاة والده، الذي شارك في جنازته في أيرلندا قبل ذلك بأسبوع.

## وصلات خارجية
- أنجوس كلاود على موقع IMDb (الإنجليزية)
- أنجوس كلاود على موقع ميتاكريتيك (الإنجليزية)
- أنجوس كلاود على موقع روتن توميتوز (الإنجليزية)
- أنجوس كلاود على موقع ألو سيني (الفرنسية)
- أنجوس كلاود على موقع ميوزك برينز (الإنجليزية)
- أنجوس كلاود على موقع ديسكوغز (الإنجليزية)
- أنجوس كلاود على موقع قاعدة بيانات الفيلم (الإنجليزية)